# Piliocolobus foai
Espèce
Statut CITES
Piliocolobus foai est une espèce qui fait partie des Primates. C’est un singe de la famille des Cercopithecidae.

## Liste des sous-espèces
Selon Mammal Species of the World (version 3, 2005)  (26 mars 2011) :
- sous-espèce Piliocolobus foai ellioti
- sous-espèce Piliocolobus foai foai
- sous-espèce Piliocolobus foai oustaleti
- sous-espèce Piliocolobus foai parmentierorum
- sous-espèce Piliocolobus foai semlikiensis